# Kodera Kenkichi
Kodera Kenkichi (japanisch 小寺 健吉; geboren 8. Januar 1887 in der Präfektur Gifu; gestorben 20. September 1977) war ein japanischer Maler im Yōga-Stil.

## Leben und Wirken
Kodera Kenkichi machte 1911 seinen Abschluss an der „Tōkyō bijutsu gakkō“ (東京美術学校), einer der Vorläufereinrichtungen der heutigen Universität der Künste Tokio.
1913 wurde Kodera zum ersten Mal zur jährlichen staatlichen Kunstausstellung „Bunten“ mit seinem Gemälde „Es wird Herbst“ (秋近く, Aki chikaku) zugelassen. 1924 wurde er Mitglied der Künstlervereinigung „Kōfūkai“ (光風会). 1928 wurde sein Gemälde „Ein Tag in Südeuropa“ (南欧のある日, Nan’ō no aru hi) auf der nun „Teiten“ genannten staatlichen Ausstellung ausgezeichnet. 
Kodera stellte seine Gemälde, meistens Landschaften, auch nach dem Zweiten Weltkrieg auf der schließlich „Nitten“ genannten Ausstellung und bei der Kōfūkai aus.
Im Besitz des Nationalmuseums für moderne Kunst Tokio befinden sich „Yuki no machi no yoake (Zaō)“ (雪の町の夜明け(蔵王)) – „Sonnenaufgang eines Ortes unter Schnee (Zaō)“ 1961, „Aomono ichiba (Shingapōru)“ (青物市場(シンガポール)) – „Gemüsemarkt (Singapur)“ 1966 und „Tōki-tsukuri no niwa“ (陶器作りの庭) – „Garten eines Töpfers“, 1967.